# Abelia grandiflora
Abelia × grandifloraés un arbust de tija caducifoli o semiperenne de la família Caprifoliaceae, híbrid del gènere Abelia, a partir de les espècies Abelia chinensis i Abelia uniflora.

## Descripció
L'Abelia (Abelia grandiflora) és un arbust molt emprat en jardineria tant a espais públics com privats.
És un arbust de fulla perenne, el creixement natural pot arribar als 1,8 metres,rams pilosos, de color marró vermellós. Les fulles són oposades o en verticils de 3-4 peces, ovades a ovades-lanceolades, d'uns 4,5 cm de llarg, amb marges poc serrats o gairebé sencers, les fulles són verdes i brillants, es tornen vermelles o ataronjades a l'hivern.
Les flors són tubulars d'1-1,5 cm de llarg, blanc-rosades que es troben disposades en inflorescència a les extremitats de les branques lleugerament perfumades. Quedant el calze a la planta després de la floració, donant a l'abèlia un color vermellós molt cridaner.

## Origen i distribució
Abelia × grandiflora és un híbrid cultivat comunament a Amèrica, Àfrica i Europa, però molt menys a la Xina que és el lloc d'origen de les dues espècies (A. chinensis i A. uniflora) que han donat lloc a aquest híbrid, el nom vernacular del qual en Xinès és 大花 糯米条 dóna hua nuo tiao.

## Cultiu i usos
Es cultiva fàcilment en sòl mitjà, mitjà i ben drenat, a ple sol fins a mitja ombra. Millor floració a ple sol. Prefereix sòls humits, rics orgànicament i que drenin bé. Al litoral mediterrani es comporta com a perenne, però en algunes zones més fredes és semiperenne o fins i tot caducifoli. Es poden esperar danys importants a la tija quan les temperatures hivernals s'acosten als -17C graus . Millor ubicat en un lloc protegit. Floreix en fusta nova, així que es pot esporgar per donar-li la forma que sigui necessari (per exemple, traieu les tiges que es perden a l'hivern i, si ho desitja, aprima fins a 1/3 de les tiges velles) entre finals d'hivern fins a principis de primavera.

## Ubicació i clima
De fet, tret que visquem en un clima excepcionalment càlid, l'abelia necessita estar exposada a llum directa durant totes les hores possibles. No obstant això, si a la nostra zona el sol és particularment intens, la planta agrairà una ubicació de semiombra.
El més important pel que fa a la ubicació de l'abèlia és mantenir-la protegida de vents forts, que no tolera en absolut. Així, a zones amb vent caldrà plantar l'arbust al resguard d'alguna altra planta més gran o d'un mur.
Aquest arbust no tolera les gelades fins haver lignificat les tiges, moment a partir del qual suportarà temperatures puntuals de fins a -10 °C.